# Låsbräken
Låsbräken eller månlåsbräken (Botrychium lunaria) är en växtart i familjen låsbräkenväxter. De växer i magra naturbetesmarker och slåtterängar. Även skogsvägar och brukningsvägar i odlinglandskapet,extensivt hävdade gräsmarker vid gårdar är vanliga växtplatser. Rödlistad som Nära Hotad.
Gleslåsbräken (Botrychium lunaria var. melzeri) är en underart som är känd endast på Island.